# Montes de Mieming y del Wetterstein
Los Montes de Mieming y del Wetterstein son un sistema montañoso de los Alpes orientales. Los dos grupos están separados por el valle del río Leutascher Ache.
Mientras el grupo de Wetterstein es de alto interés turístico, allí se encuentra por ejemplo el monte más alta de Alemania Zugspitze, los montes de Mieming o también llamado Cadena de Mieming, recibe menos turismo. Aun así también en el Wetterstein se encuentran lugares poco visitados.

## Picos
Picos importantes incluyen:
- Zugspitze (2.962 m s. n. m.)
- Hochplattig (2.768 m s. n. m.)
- Alpspitze (2.628 m s. n. m.)
- Leutascher Dreitorspitze (2.682 m s. n. m.)
- Großer Waxenstein (2.277 m s. n. m.)